# Transzalaszkai Csővezeték

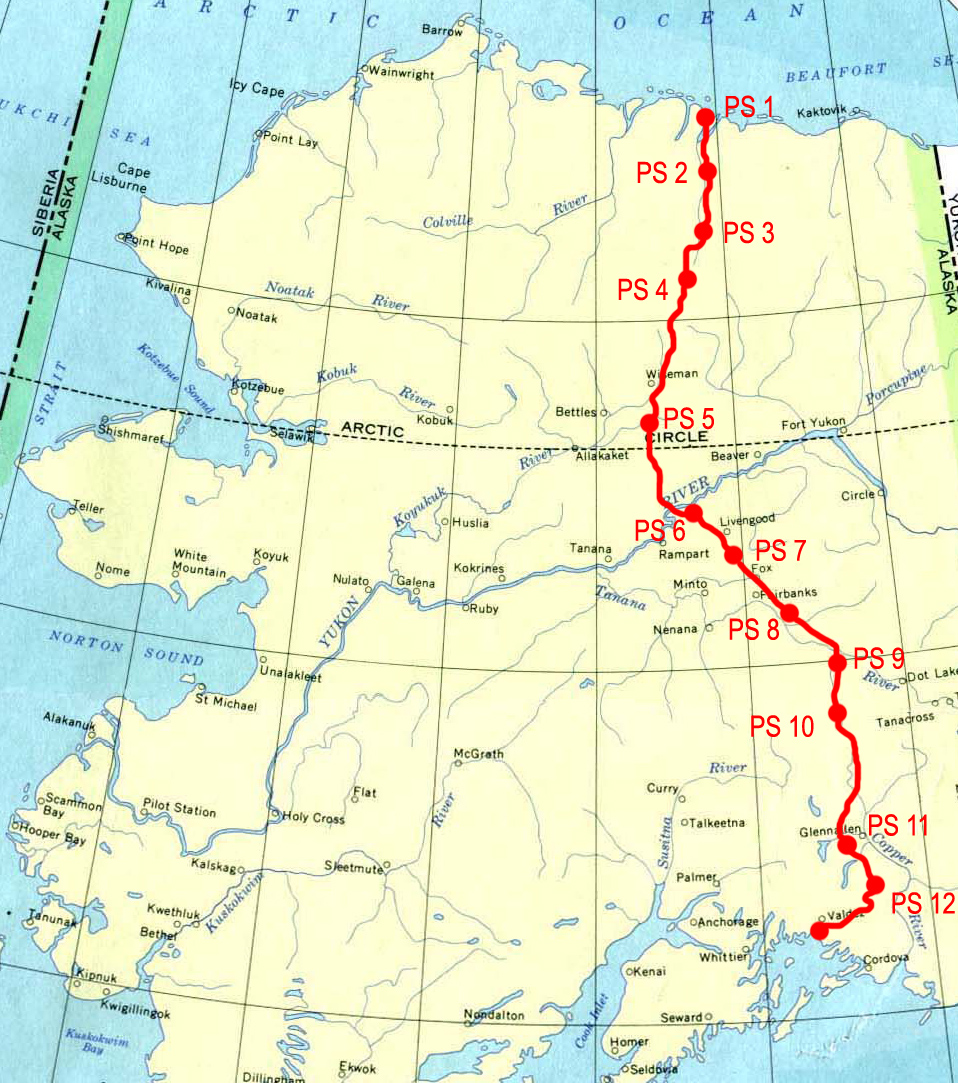
A TAPS szivattyúállomásai. A 2-es, 6-os, 8-as és 10-es készenléti; a 11-es nem épült meg

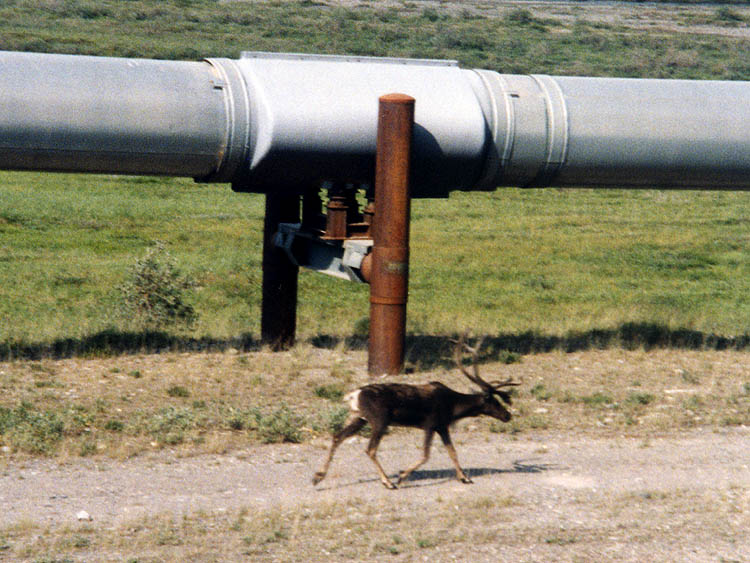
A TAPS megemelt szakasza, előtérben egy rénszarvassal. Az olajvezeték hatása a környezetre máig viták tárgya

A Transzalaszkai Csővezeték (Trans-Alaska Pipeline System – TAPS, más néven Alyeska Pipeline vagy Alaska Pipeline) egy Alaszkát észak-déli irányban átszelő, 1286 km hosszú kőolajvezeték, amely a Prudhoe-öböl partján lévő lelőhelyeket köti össze az Alaszkai-öbölben lévő jégmentes kikötővel, Valdezzel.

## Története
A Beaufort-tenger öblében 1968-ban találtak olajat. A szállítás egyetlen lehetséges módjának az olajvezeték látszott. A bányászati jogokkal rendelkező olajtársaságok megalapították az Alyeska konzorciumot, és létrehozták a vezetéket megtervező, megépítő, majd működtető céget. Richard Nixon elnök 1973. november 16-án írta alá a Trans-Alaska Pipeline Authorization Actet, azaz a vezeték építését lehetővé tevő törvényt.
Az építkezést nehezítette, hogy az útvonal három hegységen és számos folyón vezet át, illetve hogy a permafroszt miatt a csövek felét nem lehetett a földbe ásni. Egyes szakaszokon az olaj hőjét szétoszlató berendezések találhatók, hogy a fagyott talaj ne olvadhasson fel, s így a vezeték ne süllyedhessen le, és ne rongálódjon meg. A kivitelezést öt évnyi felmérés és geológiai vizsgálat előzte meg. A TAPS építése 1975. március 27-én kezdődött és 1977. május 31-én fejeződött be. Hat szakaszon folyt egyszerre a munka, az öt megbízott cég összesen 21 ezer munkást alkalmazott, akik közül 31-en balesetben életüket vesztették. Az összköltség mintegy 8 milliárd amerikai dollárt tett ki.
Az olaj szállítása 1977. június 20-án indult. 2019-ig 17,8 milliárd barrel (2,8 km³) olaj jutott el délre, a legtöbb 1988-ban: naponta 2 millió barrel (320 000 m³). A valdezi kikötőt (melynek megépítése 1,4 milliárd dollárba került) 1977. augusztus 1-jén hagyta el az első olajszállító hajó, az ARCO Juneau, amelyet azóta mintegy 16 ezer tanker követett.

## Műszaki jellemzése
A csővezeték átmérője 1,22 méter, a 12 szivattyúállomáson 4-4 szivattyú található, az olaj több mint 9,5 km/h-s sebességgel folyik. Az állomások közül korábban csak 5-7 volt aktív, napjainkban a jelentősen lecsökkent olajmennyiséghez négy szivattyú is elég (három a Brooks-hegységben, és egy az Alaszkai- és a Chugach-hegység két hágójához. 2005-2006 folyamán a négy legfontosabb működő és egy tartalék állomás elavult gáz- és dízelberendezéseit elektromos szivattyúkra cserélik. A 250 millió dolláros felújítás évi 50 millió dollárral csökkenti majd a működtetés költségeit.
A csővezeték állapotát naponta többször ellenőrzik, jobbára a levegőből. Többször is komolyabb károkat szenvedett. Főként a szándékos rongálások és az erdőtüzek veszélyeztetik, a földrengések kevésbé (erre külön figyeltek a tervezésekor). A legnagyobb olajveszteség 1979 februárjában következett be, amikor egy szándékos robbantás miatt több mint 16 ezer barrel (2500 m³) folyt a Fairbanks közeli Steele Creekbe. A tettesek kilétére nem derült fény. 1977-től 1994-ig egy évben átlag 30-40 olajömlés volt (1991 és 1994 között összesen 164), de mindegyik kisebb mértékű volt; 1995 óta a számuk csökken, 1997 és 2000 között már csak 6,89 barrel (1 m³) veszett el.
A legszerencsétlenebb baleset, amely a TAPS-hoz kötődik, az Exxon Valdez által 1989-ben okozott katasztrófa.

## Érdekességek
- Az acélcső elvileg ellenáll a lövéseknek is, de 2001. október 4-én egy erősen ittas vadásznak mégis sikerült lyukat ütnie rajta egy hegesztési ponton, ezzel 6000 barrel (950 m³) veszteséget okozott. A vadászt letartóztatták.[2]

### Videók
- Armstrong, John. Pipeline Alaska. Pelican Films, 1977
- Davis, Mark. The American Experience: The Alaska Pipeline. PBS, Season 18, Episode 11. April 24, 2006
- World's Toughest Fixes: Alaska Oil Pipeline. National Geographic Channel. Season 2, Episode 10. August 20, 2009